# Piekary (Gniezno)
Piekary – osiedle w północno-zachodniej części Gniezna, liczące ok. 3500 mieszkańców. Cechuje się zabudową głównie jednorodzinną z lat 60. i 80. XX w. oraz kilkoma zabudowaniami wielorodzinnymi. Większa część osiedla (przy ul. Poznańskiej) jest w zabudowie szeregowej. Na osiedlu istnieją niewielkie zakłady produkcyjne branży spożywczej i odzieżowej (sklepy, pizzeria), Przedszkole nr 9, Szkoła Podstawowa nr 3. Od zachodu graniczy z dzielnicą Skiereszewo i wsią Piekary, od południa z dzielnicą Dziekanka, od wschodu z dzielnicą Stare Miasto, a od północy z dzielnicą Kustodia. Osiedle należy do dwóch parafii: ulice między ul. Poznańską, St. Czarnieckiego, a Piekary do Parafii bł. Michała Kozala w Gnieźnie, a pozostałe ulice do parafii Archikatedralnej. Rejon środkowo-zachodni, przygraniczne tereny dzielnicy położony jest w zasięgu źródeł rzeki Wrześnicy.

## Ulice
- Agatowa
- Azaliowa
- Bartnicza
- Józefa Bema
- Bratkowa
  - Ogródki działkowe
- Bzowa
- Chłopska
- Stefana Czarnieckiego
  - Szkoła Podstawowa nr 3 im. św. Wojciecha
- gen. Jarosława Dąbrowskiego
- Drobna
- Gołębia
- Kłeckoska
  - Kościół Świętych Apostołów Piotra i Pawła w Gnieźnie
  - Stado Ogierów Skarbu Państwa w Gnieźnie
- Konwaliowa
- Liliowa
- Łanowa
- Malwowa
- Miodowa
- Młodzieży Polskiej
- Młyńska
- Modra
- Myśliwiecka
- Niska
- Okopowa
- Piekary
- Pogodna
- Promienista
- Radosna
  - Przedszkole nr 9 – Leśne Ludki
- Różana
- Rubinowa
- Rumiankowa
- Rzemieślnicza
- Srebrna
- Storczykowa
- Szafirowa
- Tulipanowa
- Turkusowa
- Zachodnia
- Zakątek
- Złota
- Żerniki